# De Havilland Dove
De Havilland DH.104 Dove byl britský dvoumotorový jednoplošný dopravní letoun pro krátké tratě vyráběný společností de Havilland.

## Vznik
Letoun byl nástupcem dvouplošného typu de Havilland Dragon Rapide a zároveň jednou z nejúspěšnějších britských poválečných civilních konstrukcí. Vznikl jako odpověď na výzvu ze zprávy Brabazonova výboru, která požadovala konstrukci dopravního letounu pro krátké, méně frekventované tratě.
První let de Havilland Dove (imatrikulace G-AGPJ) se uskutečnil 25. září 1945 a výroba pak trvala až do roku 1964.

## Popis konstrukce
Jednalo se o celokovový dolnoplošník s konstrukcí lepenou systémem Redux s malým množstvím nýtových spojů. Kostra křídla byla jednonosníková s pneumaticky ovládanými vztlakovými klapkami. Vodorovné ocasní plochy byly jednoduché, svislá ocasní plocha pak měla táhlý přechod do trupu. Kabina pro dvoučlennou posádku měla vystupující obrys. Podvozek byl tříkolový, ovládaný pneumaticky. Příďové kolo se zatahovalo do trupu, dvě hlavní kola pak do křídel směrem ke koncům. Vrtule byly třílisté automatické DH "Hydromatic" o průměru 2,26 m, poháněné motory de Havilland Gipsy Queen 70 o výkonu 345/305 k. Palivové nádrže měli kapacitu 591 litrů paliva a byly umístěny v křídlech.

## Výroba
Celkem bylo vyrobeno 388 kusů civilní verze Dove, 127 kusů vojenské verze Devon C.2 a 13 kusů Sea Devon.

## Varianty

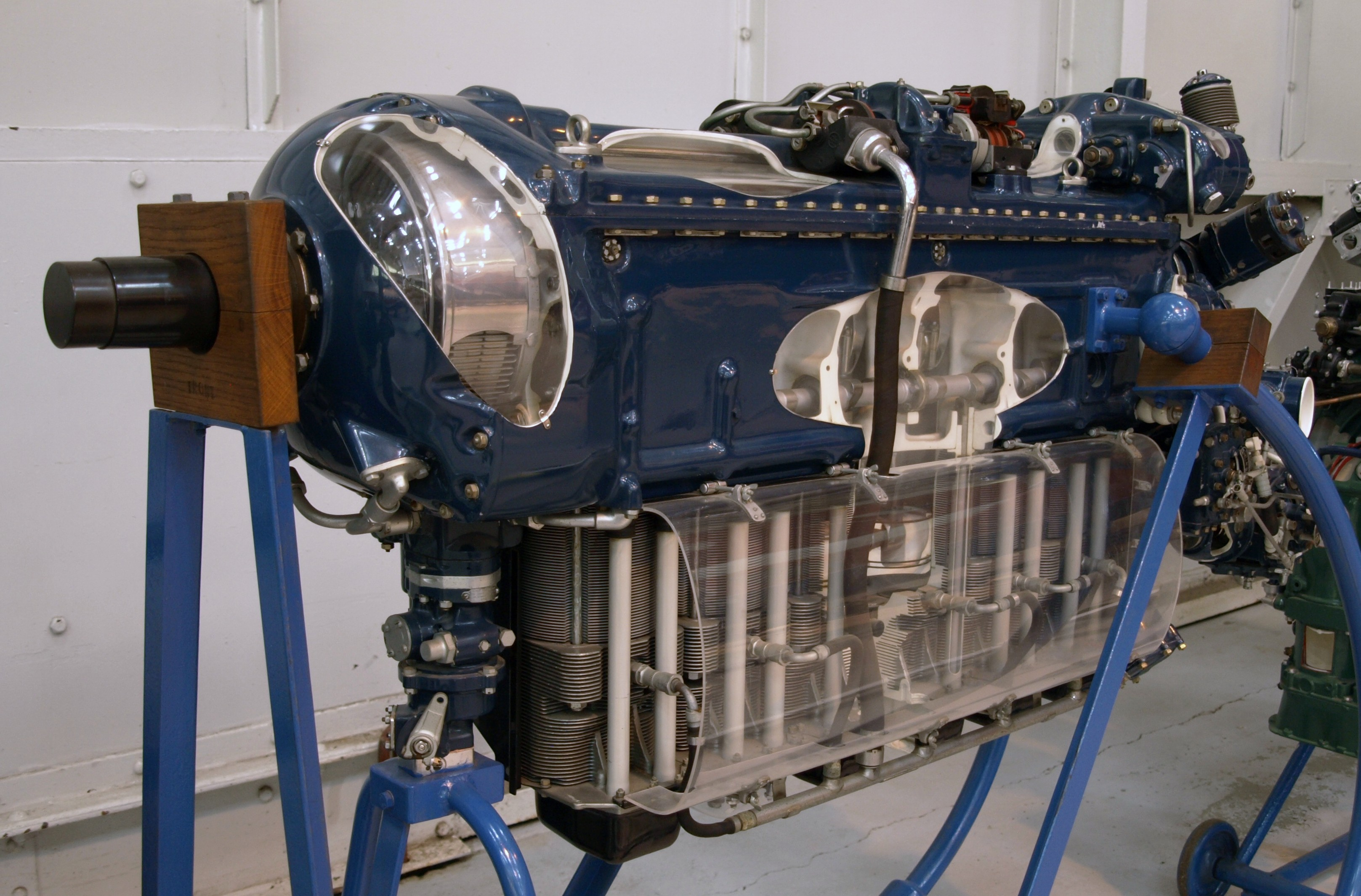
DHGipsyQueen

- Dove 1 : lehký dopravní letoun pro 11 cestujících poháněný dvěma pístovými motory Gipsy Queen 70-4 o výkonu 340 hp (254 kW)
  - Dove 1B : Dove 1 s motory Gipsy Queen 70-2 o výkonu 380 hp (283 kW)
- Dove 2 : manažerská verze pro 6 cestujících s motory Gipsy Queen o výkonu 340 hp (254 kW)
  - Dove 2B : Dove 2 s motory Gipsy Queen 70-2 o výkonu 380 hp (283 kW)
- Dove 3 : plánovaná výšková průzkumná verze, nerealizována
- Dove 4 : vojenská dopravní a komunikační verze
  - Devon C Mk 1 : dopravní a komunikační verze pro Royal Air Force
  - Devon C Mk 2 : dopravní a komunikační verze pro Royal Air Force, Devon C Mk 1 s jinými motory
  - Sea Devon C Mk 20 : dopravní a komunikační verze pro Royal Navy
- Dove 5 : verze s motory Gipsy Queen 70-2 o výkonu 380 hp (283 kW) a s větším doletem
- Dove 6 : manažerská verze Dove 2 s výkonnějšími motory Gipsy Queen 70-2 o výkonu 380 hp (283 kW)
  - Dove 6B : max. hmotnost 3856kg
- Dove 7 : verze Dove 1 s výkonnějšími motory Gipsy Queen 70-3 o výkonu 400 hp (298 kW)
- Dove 8 : verze Dove 2 s výkonnějšími motory Gipsy Queen 70-3 o výkonu 400 hp (298 kW)
  - Dove 8A : pětimístná verze Dove 8 pro americký trh, kde byla označována jako Dove Custom 600
- Carstedt Jet Liner 600 : konverze provedená americkou firmou Carstedt Inc z Long Beach v Kalifornii, letoun byl poháněn dvěma turbovrtulovými motory Garrett AiResearch TPE 331 o výkonu 605 ehp (451 kW); trup byl prodloužen pro 18 cestujících
- Riley Turbo Executive 400 : konverze provedená americkou firmou Riley Aircraft, letoun byl poháněn dvěma plochými osmiválci Lycoming IO-720-A1A o výkonu 400 hp (298 kW)

## Specifikace (Dove 5)

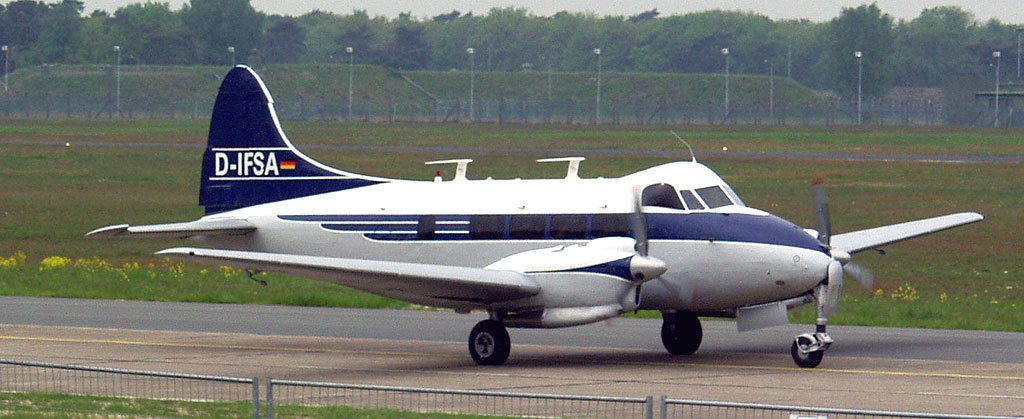
de Havilland Dove (D-IFSA) na letišti Niederrhein v květnu 2004

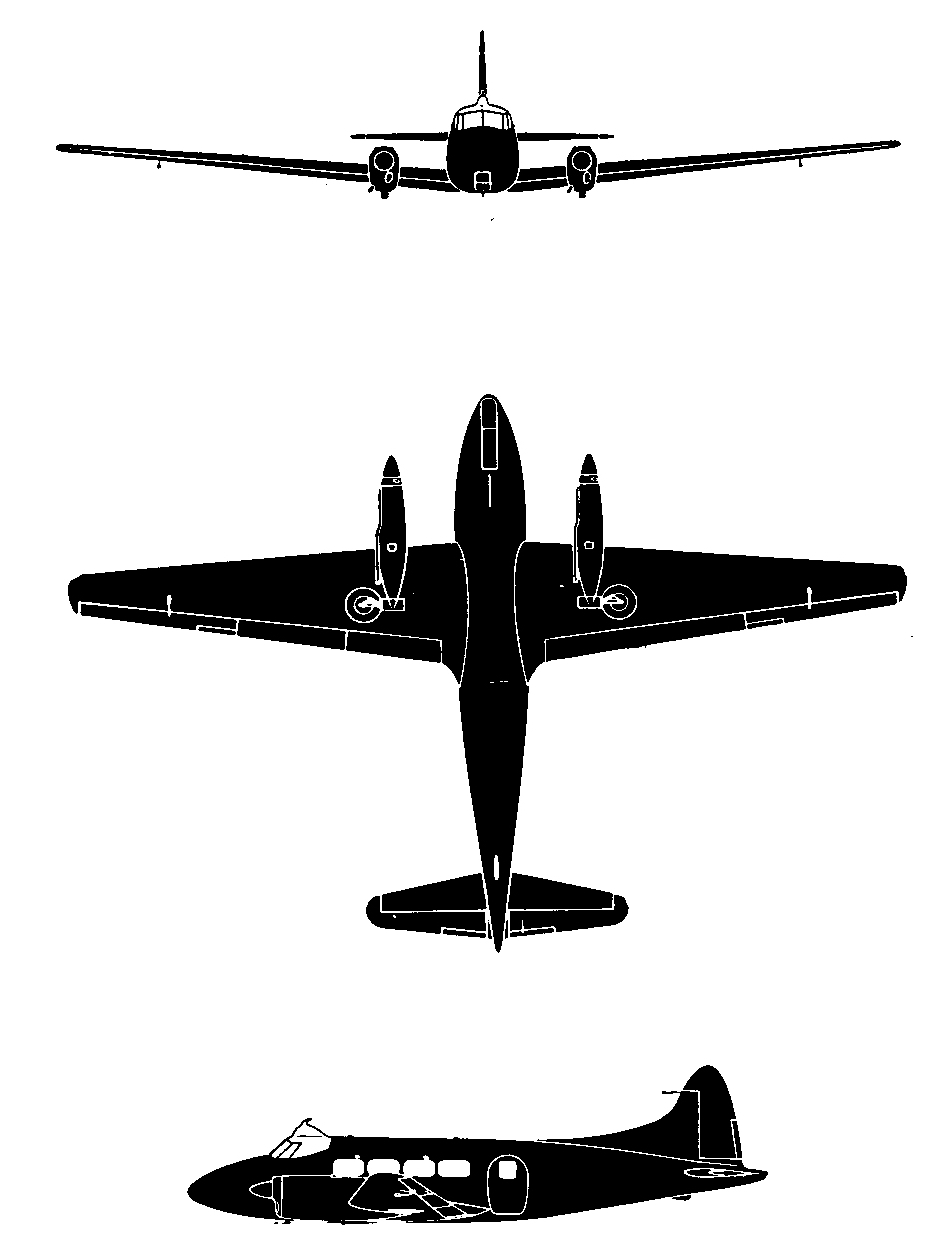
De Havilland Dove 5

Data podle: Jane's

### Technické údaje
- Posádka: 2
- Počet cestujících: 8
- Rozpětí: 17,37 m
- Délka: 11,96 m
- Výška: 4,06 m
- Nosná plocha: 31,1 m²
- Hmotnost prázdného letounu: 2600 kg
- Max. vzletová hmotnost : 4000 kg
- Pohonná jednotka: dva šestiválcové invertní řadové vzduchem chlazené čtyřdobé zážehové motory de Havilland Gipsy Queen 70 Mk.2
- Výkon pohonné jednotky: 380 hp (283 kW)

### Výkony
- Cestovní rychlost: 288 km/h ve výšce 2440 m
- Maximální rychlost: 325 km/h ve výšce 2400 m
- Dolet: 1720 km
- Dostup: 6100 m
- Stoupavost: 4,7 m/s